# Јездића куће
Јездића куће је напуштено сеоско домаћинство породице Јездић у Бесеровини, недалеко од пута Перућац-Бесеровина, на планини Тари, у оквиру НП Тара.

## Опис домаћинства
Најстарија кућа датира вероватно са краја 19. века, подигнута на стрмом терену. Доњи део високог темеља је са зидним платнима од бондрука-чатме, док је горња зона степенована и подигнута за један метар. Грађевина је са двоја наспрамна врата и малим прозорским отворима и имала је две просторије „кућу” и собу. Ради добијања више светла постављен је отвор на крову-баџа. Кров је на две воде, покривен бибер црепом.
Недалеко од ње је почетком 20. века подигнут дрвени вајат са тремом, на високом темељу. Горњи део служио је за становање (мала соба и трем), а подрумски као остава. Кров је на четири воде, покривен бибер црепом са једним отвором у крову.
У истом периоду је подигнута и последња кућа из старог домаћинства, као приземна грађевина фундирана на високом подрумском делу, зидана опеком са декорисаном фасадом. Издваја се по рустично украшеном трему са дрвеним аркадама и декорисаном оградом. Кров је на четири воде, покривен ћерамидом.
Сви објекти су у веома лошем стању.